# Fröttmaninger Berg

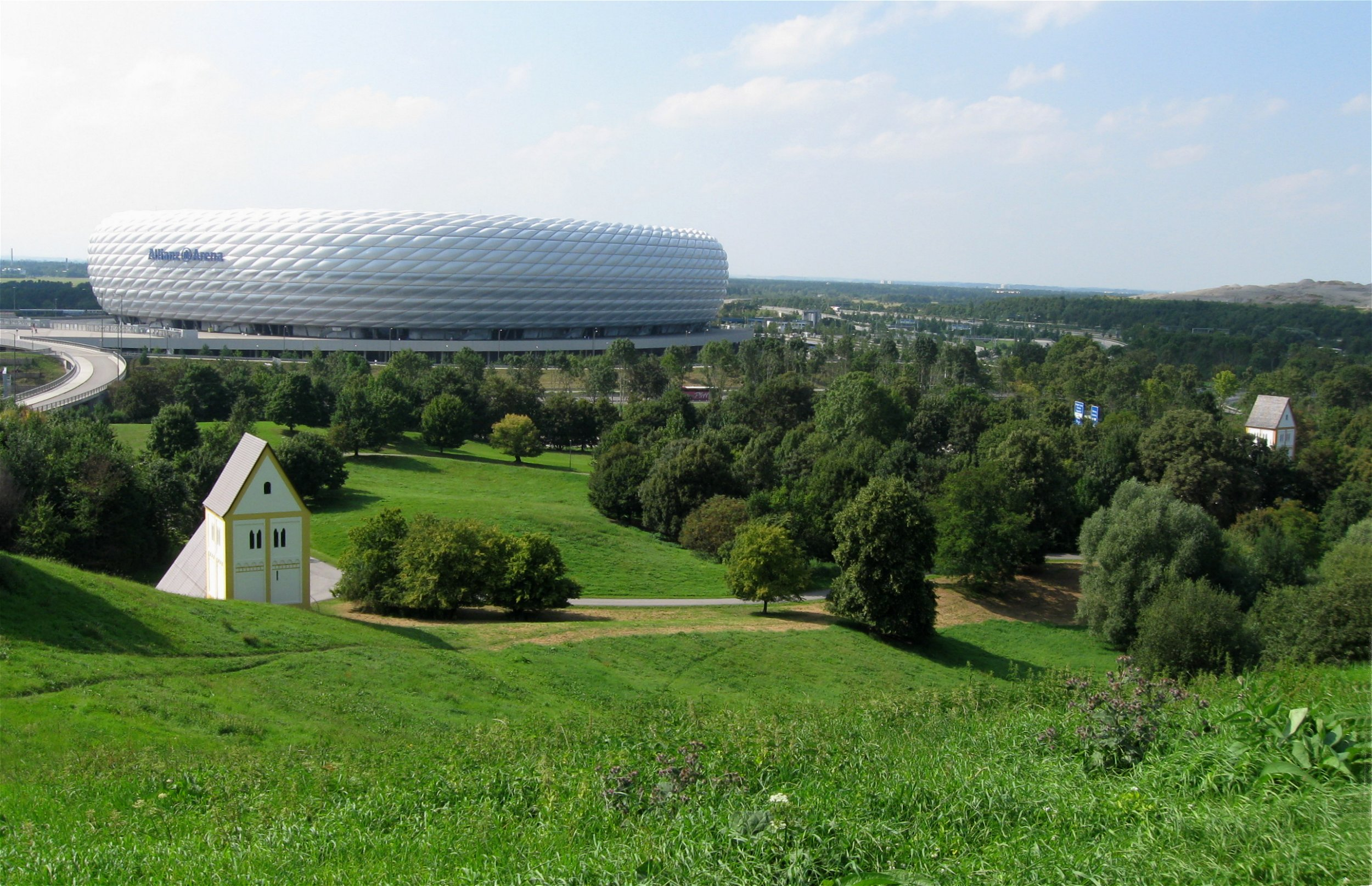
Fröttmaninger Berg, links die Kunstinstallation „Versunkenes Dorf“, rechts die Heilig-Kreuz-Kirche, hinten die Allianz Arena

Der Fröttmaninger Berg ist ein Erholungsgebiet auf einer 75 m hohen ehemaligen Mülldeponie in Fröttmaning an der nördlichen Stadtgrenze Münchens. Er liegt im Münchner Stadtteil Freimann, an der Autobahn München – Nürnberg (A9) gegenüber der Allianz Arena. Nördlich befinden sich zwei weitere Deponien, die Deponie Nord-West und Deponie Nord. Des Weiteren ist er umgeben vom Autobahnkreuz München-Nord, dem Autobahnring München (A 99), der Freisinger Landstraße mit der Auensiedlung und der Freimann-Moschee sowie der Kläranlage Gut Großlappen. Weithin sichtbar ist die Windkraftanlage an seiner Spitze; die Heilig-Kreuz-Kirche ist eine Sehenswürdigkeit am Fuße des Berges.

## Mülldeponie

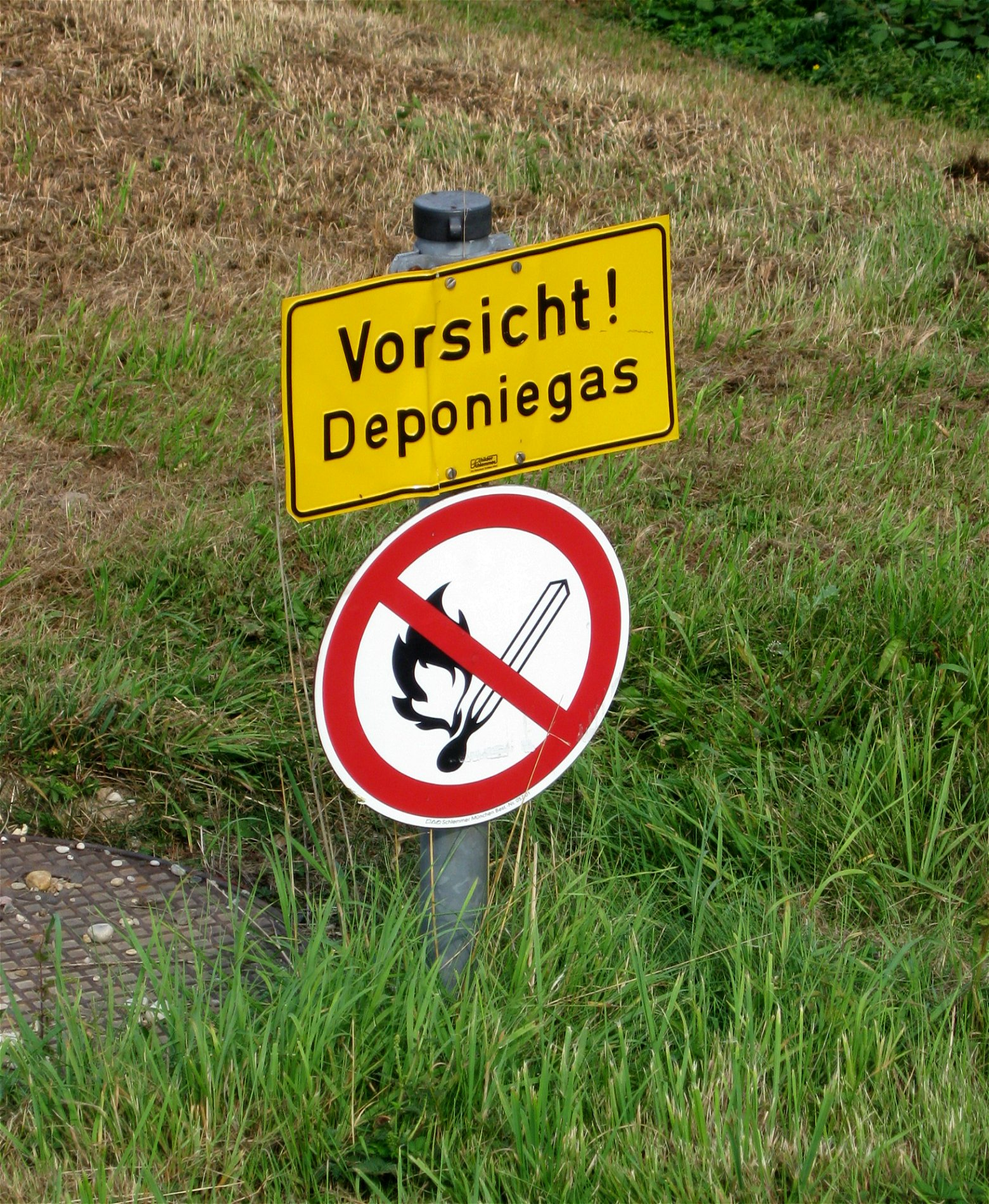
Warnschild vor Deponiegas

1954 wurde die Deponie Großlappen eröffnet, um die wachsende Müllmenge, die in den Zeiten des Wirtschaftswunders anfiel, zu verwerten und zu deponieren. Die nahegelegene Siedlung Fröttmaning musste bis auf die Kirche nach und nach dem wachsenden Müllberg weichen. Als 1965 die Verwertungs- und Trennanlage abbrannte, wurde nur noch deponiert bzw. in der Müllverbrennungsanlage verbrannt.
In den 1960er Jahren wurden die Umweltprobleme immer gravierender. Auf dem Gipfel des Müllberges entstand ein „Giftsee“, in dem Chemikalien entsorgt wurden, die Grundwasserverschmutzung nahm immer mehr zu. Regelmäßig entstanden Großbrände auf dem Müllberg, Staub und Gestank belästigten auch die weiter entfernten Anwohner und der Müllberg wurde immer größer. Insgesamt wurden 12 Millionen Kubikmeter Müll angehäuft.

## Renaturierung
Zwar wurde bereits 1973 mit einer Teilrenaturierung begonnen, aber es dauerte bis in die 1980er Jahre, bis der Berg komplett begrünt wurde und aufgrund einer neuen Deponie und größerer Müllverbrennungskapazitäten die Deponie geschlossen werden konnte. Im Jahr 1985 wurde eine unterirdische, bis zu 20 m tiefe Betonwand eingebaut, um das Grundwasser zu schützen. Gleichzeitig wurde eine Entgasungsanlage installiert, um die entstehenden Faulgase zu entsorgen. Früher gab es viele Feuerstellen auf dem Berg, als hier die Faulgase abgefackelt wurden. Das durch den Regen entstehende Sickerwasser wird von einer speziellen Anlage aufgefangen, auf Schadstoffe kontrolliert und in die Kläranlage eingeleitet. Zum Abschluss wurden mehrere Erdschichten mit einer Höhe von zwei Metern aufgetragen.
Im Jahr 2009 wurden erneut Renaturierungsmaßnahmen durchgeführt, da ein Teil der Erdschicht abgerutscht war.

## Park
Auf 35 Hektar erstreckt sich inzwischen eine vielfältig strukturierte Parklandschaft. Wiesen und einheimische Gehölzstrukturen wechseln sich ab. An den Hängen finden sich als hauptsächliche Gehölze: Stieleichen, Fichten, Linden, Bergahorn, Hainbuchen, Hartriegel, Holunder und Pfaffenhütchen. Die Wiesen werden durch eine extensive Schafbeweidung gepflegt. Am Fuß des Berges bildet das abfließende Hangwasser ein Feuchtbiotop. Der Fröttmaninger Berg ist ein wichtiger Baustein im Biotopnetz der Umgebung, insbesondere des angrenzenden Auwaldes und der Fröttmaninger Heide.

### Naherholung
Den Bewohnern des Münchner Nordens dient der Berg für Spaziergänge und Fahrradtouren, ein Spielplatz für Kinder wurde ebenfalls angelegt. Im Winter dient er als Rodelberg. Es war geplant, auf dem Berg ein Wintersportgebiet mit drei Liften zu errichten, das im Winter 2012/2013 in Betrieb gehen sollte. Allerdings wurde dieses Projekt bisher nicht realisiert. Auch für den Winter 2018/2019 war der Neubau einer Vierersesselbahn und die Wiederaufnahme des Skibetriebs geplant.

### Heilig-Kreuz-Kirche

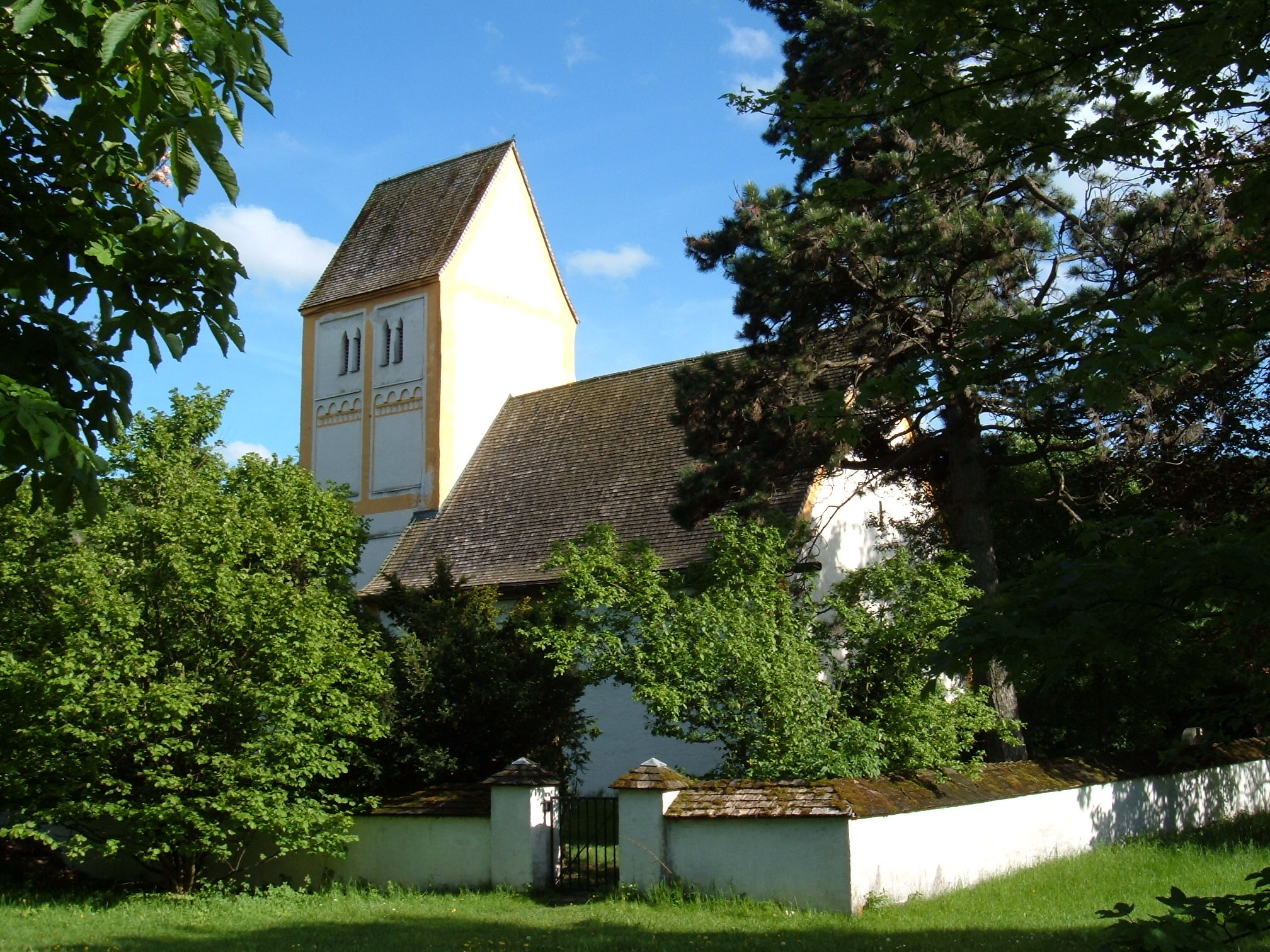
Heilig Kreuz Fröttmaning

Mit der zu Anfang des 13. Jahrhunderts erbauten Heilig-Kreuz-Kirche liegt der älteste erhaltene Kirchenbau im Stadtgebiet München am Fröttmaninger Berg. Zwischen 1960 und 2006 bewahrten mehrere Bürgerinitiativen die Kirche vor diversen Bauprojekten.

### Kunstinstallation „Versunkenes Dorf“

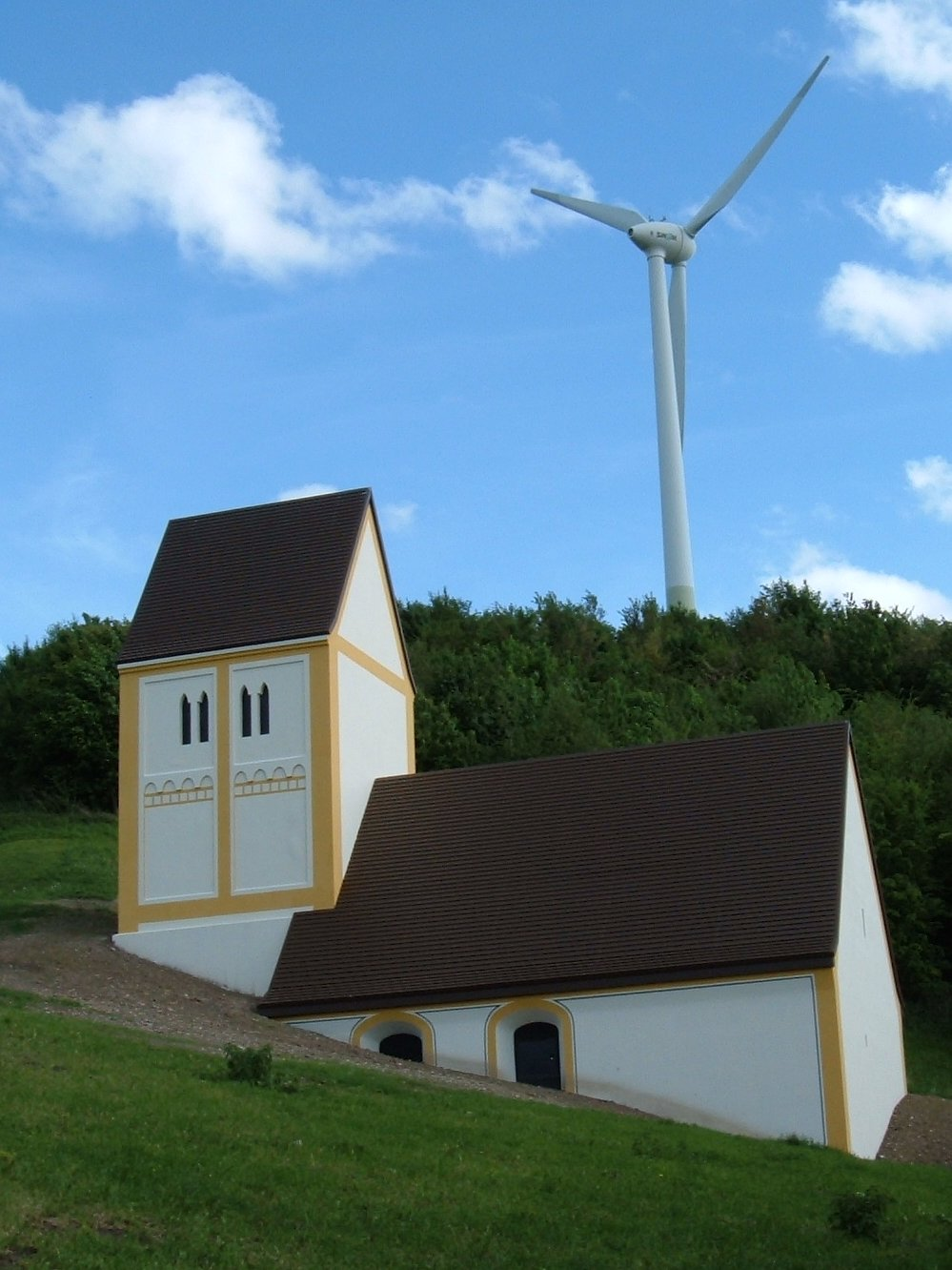
Die Kunstinstallation „Versunkenes Dorf“ am Fröttmaninger Berg

Die Kunstinstallation Versunkenes Dorf des Künstlers Timm Ulrichs greift das Thema des Verschwindens von Fröttmaning auf; eine Nachbildung der Heilig-Kreuz-Kirche wurde quasi versinkend in den Fröttmaninger Berg gesetzt.

## Windkraftanlage

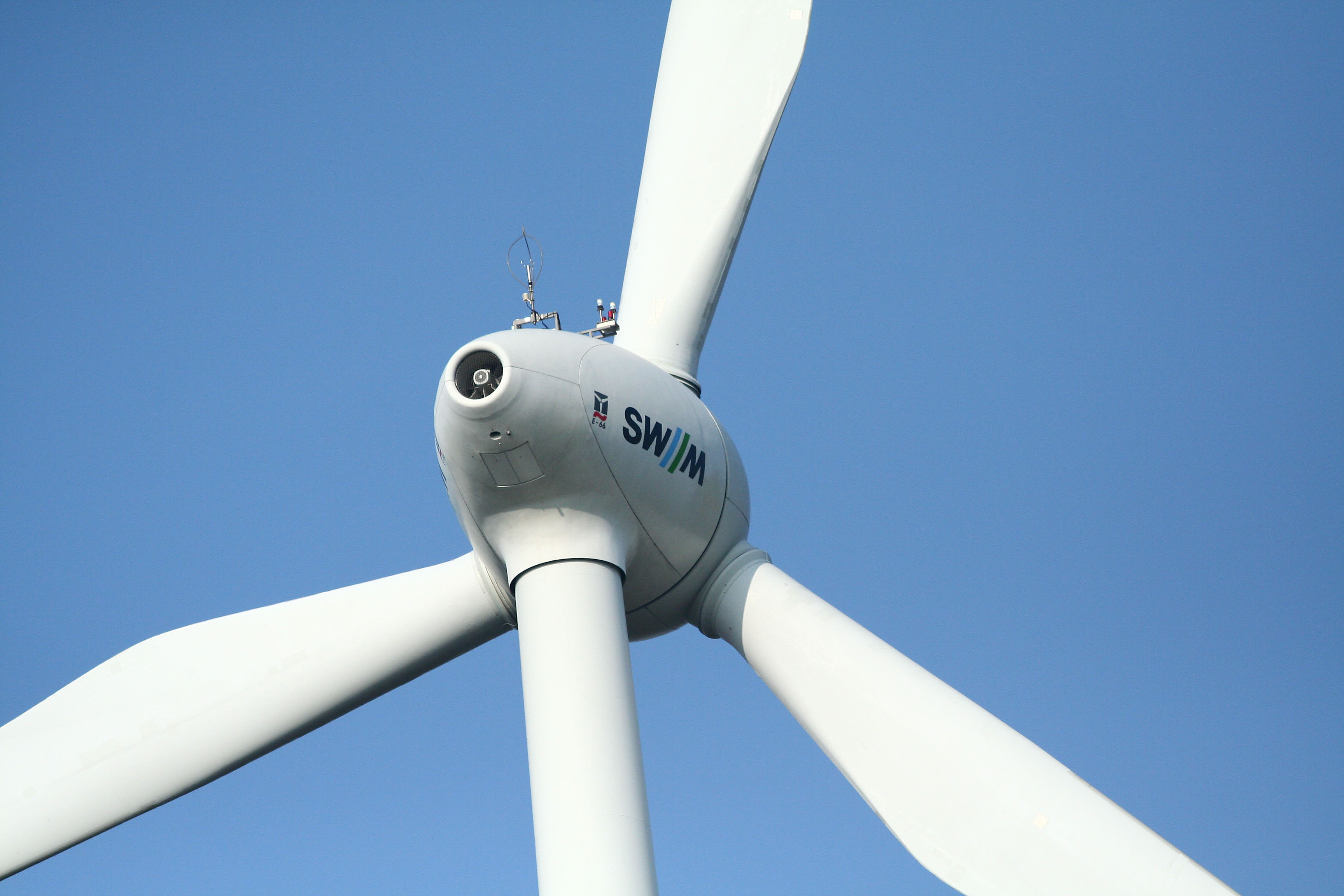
Windrad der Stadtwerke München

Seit 1999 steht auf dem „Gipfel“ die von den Stadtwerken München betriebene Windkraftanlage Fröttmaning.
Das Windrad ist inzwischen für Besucher, die von der Nürnberger Autobahn (A9) kommen, eine Art ökologisches Wahrzeichen von München geworden.
In der Weihnachtszeit im Jahr 2009 wurde die Windkraftanlage durch die Lichtinstallation Stern des Südens zum „größten Weihnachtsstern der Welt“.

## Sonstiges
An der Nordseite des Berges ist eine Sportanlage des Disc Golf München e. V., und im gleichen Bereich stehen die metallenen Überreste ehemaliger Skulpturen des Holzbildhauers Rudolf Wachter.